# Reinhard Willi
Reinhard Willi (* 26. März 1951) ist ein ehemaliger deutscher Fußballspieler und aktuell Unternehmer. 

## Karriere
Reinhard Willi absolvierte in der Saison 1975/76 15 Spiele für Bayer Uerdingen in der Bundesliga. 1978 bis 1980 stand er beim SC Freiburg unter Vertrag und spielte in der 2. Bundesliga. Er kam auf 14 Einsätze und schoss dabei ein Tor gegen den KSV Baunatal.
Verletzungsbedingt beendete Willi im Alter von 28 Jahren seine aktive Profikarriere vorzeitig und arbeitete fortan wieder in seinem gelernten Beruf als Werkzeugmacher. 1996 gründete er mit einem Geschäftspartner das Unternehmen W+S Maschinenbau in Freiburg, das sich später auf den Bau und Vertrieb von Maschinen zur Herstellung von Solaranlagen spezialisiert hat und nach einer Umfirmierung zur M10 industries AG laut Eigenaussage zum Weltmarktführer für Photovoltaik-Lötmaschinen wurde. Sein Sohn Tobias wurde ebenfalls Fußballprofi und spielte unter anderem über hundert Ligaspiele für den SC Freiburg.